# Maria Paola Turcutto
Maria Paola Turcutto, née le 2 janvier 1965 à Rome, est une coureuse cycliste italienne. Médaillée de bronze du championnat du monde de cross-country en 1996, elle a été championne d'Italie en VTT, en cyclisme sur route et en cyclo-cross.

## Palmarès en VTT

### Championnat du monde de VTT
- 1996 Cairns
  -  Médaillée de bronze de cross-country

### Autres
- 1995
  -  Championne d'Italie de cross-country
  - 2e de Cairns (cdm, cross-country)
  - 3e du championnat d'Europe de cross-country
- 1996
  - 2e de Hawaii (cdm, cross-country)

## Palmarès sur route
- 1988
  - Giro del Friuli
- 1991
  - Trofeo Alfredo Binda-Comune di Cittiglio
  - 2e du championnat d'Italie du contre-la-montre
- 1992
  -  Championne d'Italie du contre-la-montre
  - Giro del Piave
  - Vertemate con Minoprio
  - 2e du Tour de l'Aude cycliste féminin

## Palmarès en cyclo-cross
- 1996
  -  Championne d'Italie de cyclo-cross
- 1997
  -  Championne d'Italie de cyclo-cross
- 2000
  - 2e du Championnat d'Italie de cyclo-cross
- 2001
  - 3e du Championnat d'Italie de cyclo-cross
- 2002
  -  Championne d'Italie de cyclo-cross
- 2003
  - 2e du Championnat d'Italie de cyclo-cross